# Elkofen

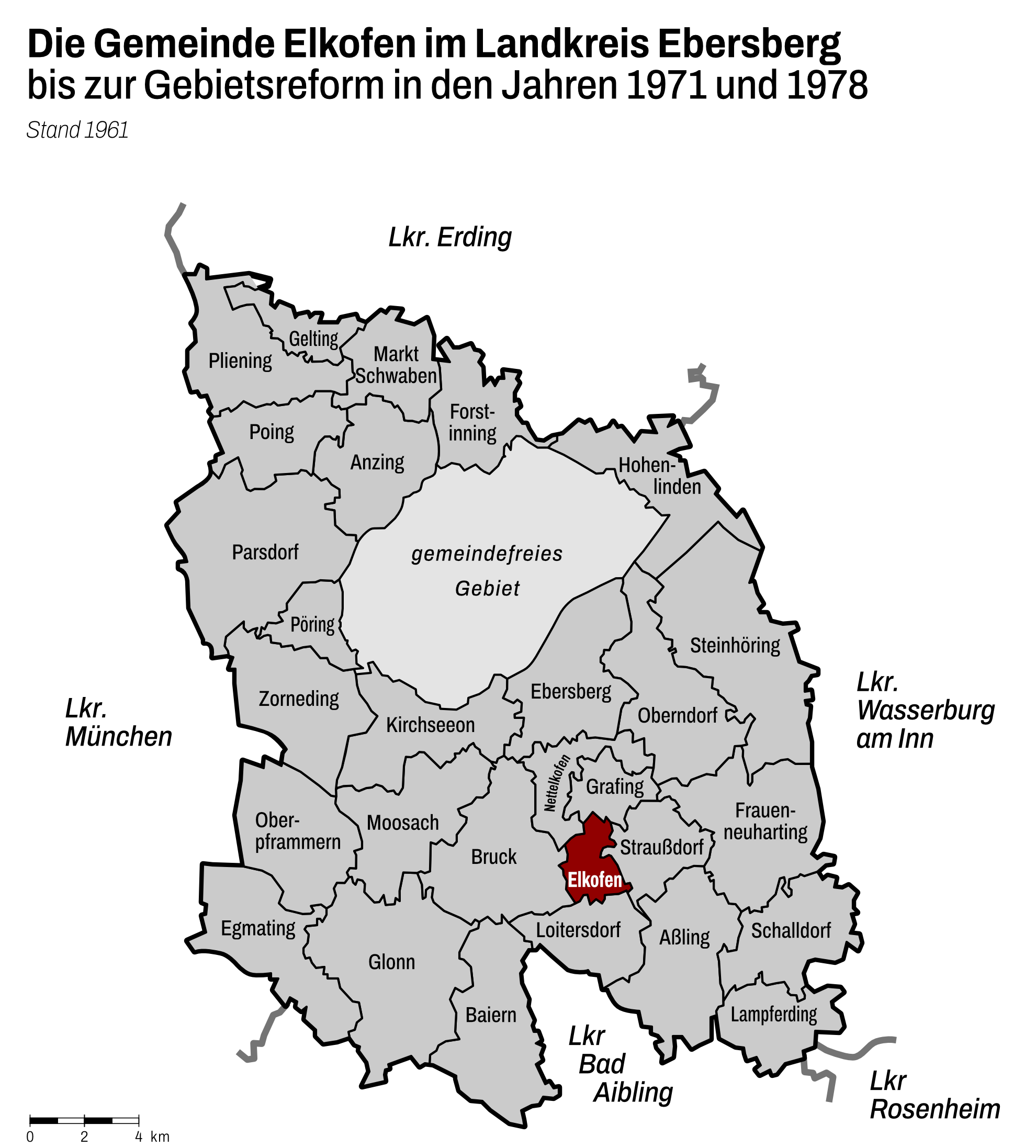
Gemeinde Elkofen im Landkreis Ebersberg vor der Gebietsreform

Elkofen ist eine Gemarkung im oberbayerischen Landkreis Ebersberg. Bis 1978 bestand die Gemeinde Elkofen.
Die Gemarkung Elkofen hat eine Fläche von 538,77 Hektar und liegt vollständig im Stadtgebiet von Grafing b.München. Die Gemarkung geht zurück auf die gleichnamige ehemalige Gemeinde und liegt im Süden des Stadtgebietes. Ihre Nachbargemarkungen sind Grafing b.München, Oexing, Straußdorf, Loitersdorf, Bruck und Nettelkofen.

## Geschichte
Elkofen, (bis 1963 Oelkofen, oder historisch Ölkofen) war eine Gemeinde im Landkreis Ebersberg, bestehend aus Oberelkofen, Unterelkofen, Eisendorf, Bachhäusl und Henneleiten. Sie wurde am 1. Mai 1978 nach Grafing bei München eingemeindet. Sitz der Gemeindeverwaltung war das Kirchdorf Oberelkofen.
Die Burg Elkofen befindet sich im Dorf Unterelkofen.